# Wojewódzki ośrodek ruchu drogowego

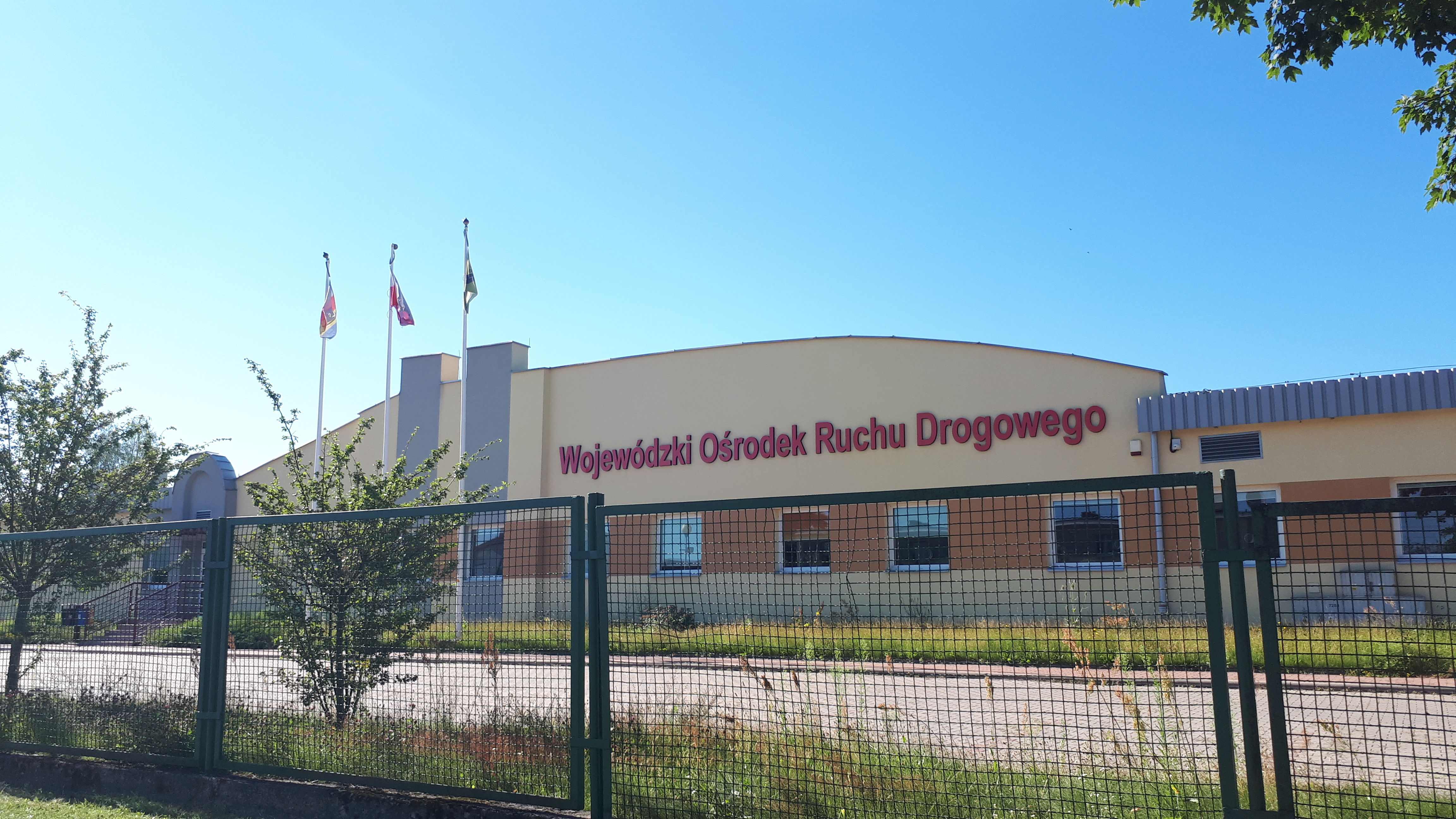
Budynek Wojewódzkiego Ośrodka Ruchu Drogowego w Białymstoku

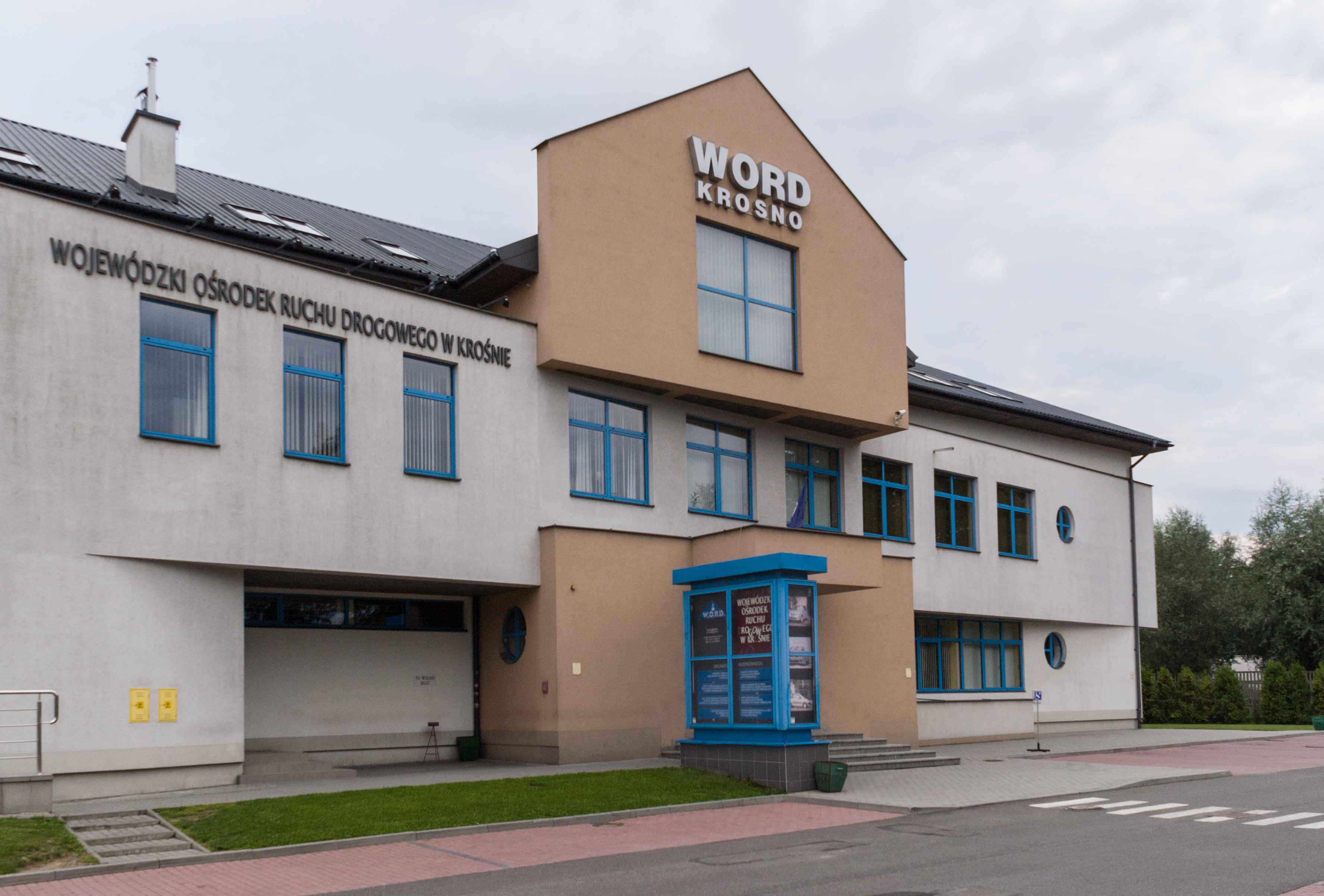
Budynek Wojewódzkiego Ośrodka Ruchu Drogowego w Krośnie

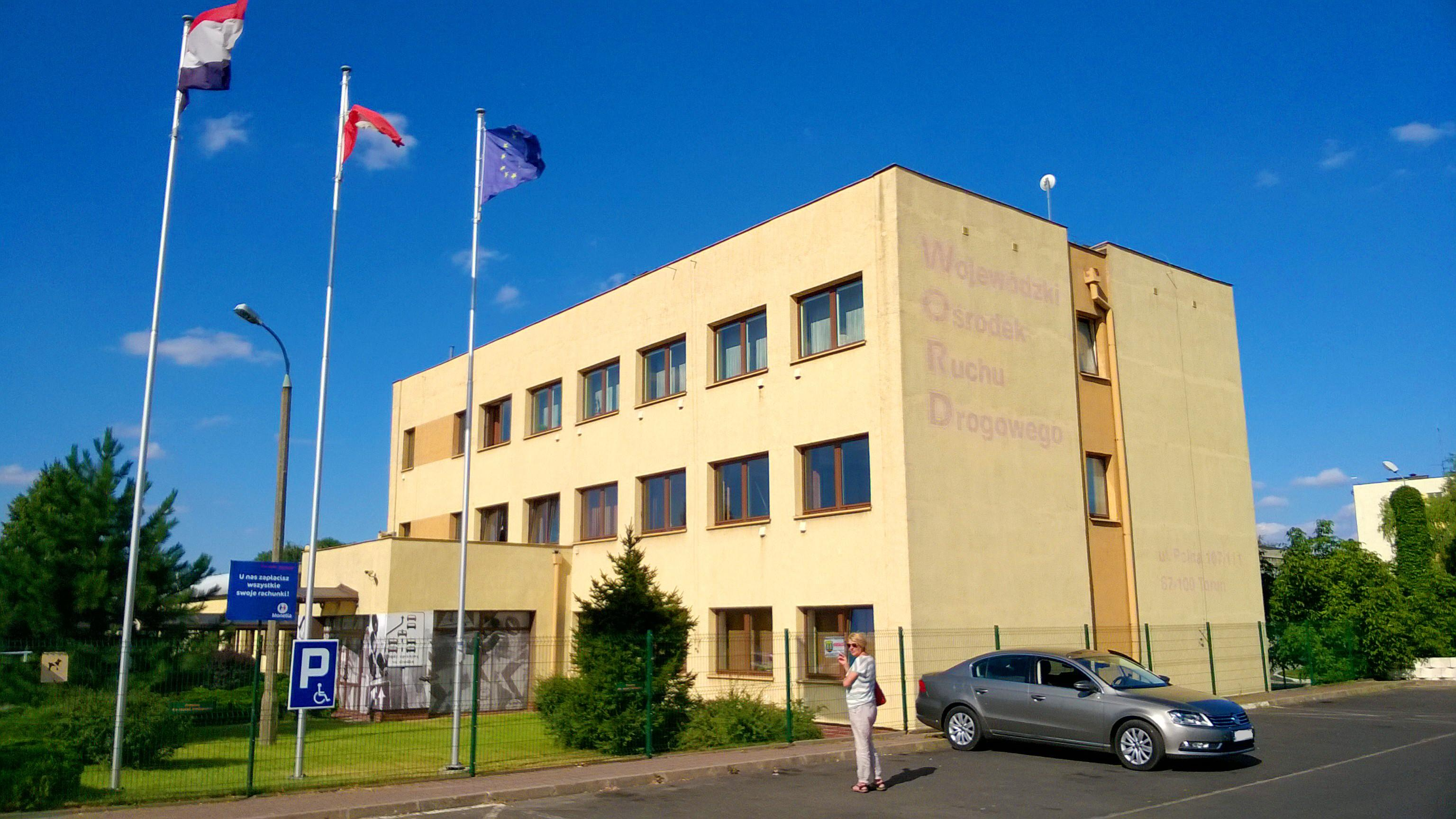
Wojewódzki ośrodek ruchu drogowego w Toruniu

Wojewódzki ośrodek ruchu drogowego (WORD) – jednostka samorządowa, której celem jest nadzór nad egzaminami na prawo jazdy w Polsce oraz promocja bezpieczeństwa ruchu drogowego. Formalnie ośrodki mają status samodzielnych jednostek organizacyjnych (samorządowych osób prawnych) podległych marszałkowi województwa. WORD powstały w 1997 na mocy nowej ustawy Prawo o ruchu drogowym, w odpowiedzi na lawinowy wzrost stopnia motoryzacji polskiego społeczeństwa po 1989 roku.
Ośrodki takie istnieją zarówno w miastach wojewódzkich (czasem nie jako Wojewódzki, lecz np. Małopolski Ośrodek Ruchu Drogowego w Krakowie, Nowym Sączu i Tarnowie), w miastach będących dawnymi stolicami województw sprzed 1999, takich jak Jelenia Góra, Suwałki, Legnica, Bielsko-Biała, Tarnobrzeg, Częstochowa, Łomża, Elbląg, Sieradz,
Słupsk, Siedlce, Piła, Koszalin, a także w innych większych miastach (np. w Bytomiu).

## Zadania
Zadania ośrodka związane są z szeroko pojętym bezpieczeństwem ruchu drogowego. Dotyczą przede wszystkim przeprowadzania egzaminu państwowego dla kandydatów ubiegających się o prawo jazdy. WORD-y, realizując zadanie publiczne, nie podlegają ograniczeniom i prowadzą działalność jak podmiot gospodarki rynkowej – utrzymują się z opłat pobieranych za egzaminy, w tym poprawkowe, oraz szkolenia. Nie będąc zagrożone konkurencją ze strony podmiotów gospodarczych, samodzielnie decydują o sposobie wykorzystania przychodów z egzaminów, w tym poprawkowych. W konsekwencji stan ten zwiększa ryzyko zachowań korupcyjnych.
Inne zadania tych ośrodków:
- prowadzenie kursów umożliwiających zdobycie przez kierowców zawodowych uprawnień do przewozu osób (kierowcy autobusów) i rzeczy (kierowcy samochodów ciężarowych) – dawne tzw. „świadectwo kwalifikacji”,
- prowadzenie kursów dla kierowców zawodowych przewożących towary niebezpieczne – tzw. ADR,
- przeprowadzanie egzaminów sprawdzających kwalifikacje kierowców, którym policja zatrzymała prawo jazdy,
- prowadzenie szkoleń zmniejszających liczbę punktów karnych przyznawanych przez policję kierowcom naruszającym przepisy,
- przygotowywanie przedsięwzięć mających na celu poprawę bezpieczeństwa ruchu drogowego, na przykład edukacja młodzieży szkolnej,
- organizacja szkoleń dla osób zdobywających licencję taksówkarza.

Wojewódzkie ośrodki ruchu drogowego szkolą również egzaminatorów, nauczycieli wychowania komunikacyjnego oraz ratowników drogowych, nie prowadzą natomiast szkolenia kierowców ubiegających się o prawo jazdy.

## Lista WORD-ów
Bez oddziałów/delegatur.
| województwo dolnośląskie: Dolnośląski Ośrodek Ruchu Drogowego województwo kujawsko-pomorskie: WORD Bydgoszcz WORD Toruń WORD Włocławek województwo lubelskie: WORD Biała Podlaska WORD Chełm WORD Lublin WORD Zamość województwo lubuskie: WORD Gorzów Wielkopolski WORD Zielona Góra województwo łódzkie: WORD Łódź WORD Piotrków Trybunalski WORD Sieradz WORD Skierniewice | województwo małopolskie: MORD Kraków MORD Nowy Sącz MORD Tarnów województwo mazowieckie: WORD Ciechanów WORD Ostrołęka WORD Płock WORD Radom WORD Siedlce WORD Warszawa województwo opolskie: WORD Opole województwo podkarpackie: WORD Krosno WORD Przemyśl WORD Rzeszów WORD Tarnobrzeg województwo podlaskie: WORD Białystok WORD Łomża WORD Suwałki | województwo pomorskie: PORD Gdańsk WORD Słupsk województwo śląskie: WORD Bielsko-Biała WORD Częstochowa WORD Katowice województwo świętokrzyskie: WORD Kielce województwo warmińsko-mazurskie: WORD Elbląg WORD Olsztyn województwo wielkopolskie: WORD Kalisz WORD Konin WORD Leszno WORD Piła WORD Poznań województwo zachodniopomorskie: ZORD Koszalin WORD Szczecin |